# Балка Гадюча (притока Чичиклії)
Балка Гадюча — балка (річка) в Україні у Веселинівському районі Миколаївської області. Права притока річки Чичиклії (басейн Південного Бугу).

## Опис
Довжина балки приблизно 7,61 км, найкоротша відстань між витоком і гирлом — 6,38  км, коефіцієнт звивистості річки — 1,19 . Формується декількома струмками та загатами. В переважній більшості балка пересихає.

## Розташування
Бере початок у селі Григорівка. Тече переважно на північний схід і у селищі Веселинове впадає у річку Чичиклію, праву притоку річки Південного Бугу.

## Цікаві факти
- На лівому березі балки пролягає автошлях Р55[3] (автомобільний шлях територіального значення в Одеській та Миколаївській області. Проходить територією Березівського, Одеського, Веселинівського, Вознесенського, Єланецького та Новобузького районів через Одесу — Доброслав — Веселинове — Вознесенськ — Єланець — Новий Буг. Загальна довжина — 205,8 км.).
- У XX столітті на балці існували вівце-тваринна ферм (ВТФ) та газгольдер[1], а у XIX столітті — скотний двір, колонія та декілька хуторів[2].